# Лобода
Лобода (Chenopodium) — рід квіткових рослин родини лободові (Chenopodioideae), що містить близько 150 видів з багаторічних або однорічних трав'янистих квіткових рослин, які зустрічаються практично в будь-якій точці світу з них в Україні зустрічаються 23 види.

## Етимологія
Українське «лобода» походить від праслов. *elboda, яке, у свою чергу, є похідним від праіндоєвроп. *albho («білий»). Буквальне значення — «біла рослина» (див. також «лебідь»).

## Опис
Це однорічні, рідше багаторічні трави, звичайно вкриті борошнистою поволокою. Листки чергові. Квітки у клубочках, звичайно маточково-тичинкові; оцвітина з п'яти листочків (іноді 2-4), при плодах трав'яниста, зрідка соковита. Тичинок звичайно п'ять; приймочки дві, рідко три-п'ять.

## Практичне використання
Їстівна рослина. Молоді листки й ніжні стебла лободи доречні під час приготування гострих салатів для пом'якшення смаку. На Кавказі листя лободи кладуть в борщ. Додають її як спаржу або шпинат до різноманітних овочевих соусів, пюре. Зілля лободи маринують як капусту. Правда квашене листя має дещо неприємний запах. Відварене листя лободи подрібнюють і пропускають на м'ясорубку. До цієї маси додають трохи молока, сирих яєць, розмочені сухарі, сіль, цибулю і готують смачні овочеві котлети, запіканки, оладки.
У Чилі та Перу лобода нині культивується як важлива салатна, овочева і борошниста рослина.

## Класифікація
Див. Список видів роду Лобода.